# BBA B 660
Die Baureihe B 660 des Betriebes für Bergbauausrüstungen Aue (BBA) bezeichnet eine Akkumulatorlokomotive, die von 1980 bis 1990 gebaut wurde. Sie wurde hauptsächlich für die Bergbaubetriebe der SDAG Wismut gebaut, aber auch an andere Bergbaubetriebe geliefert.

## Geschichte
Die B 660 ist eine Tandemvariante der B 360. Die beiden Akkutender entsprechen einer B 360 ohne Führerhaus. Dieses wurde als Sänfte zwischen die beiden Akkutender gehängt. Von dieser Lok wurden über hundert Stück gebaut. Sie ersetzte die verschlissene Tandemakkulok EL 61 des BBA. Ende der 1980er-Jahre wurden einige Prototypen mit einer Sonderausrüstung gebaut. Zum einen wurde eine Funkfernsteuerung getestet und 2 gekoppelte Loks per Vielfachsteuerung betrieben. Dieses Gespann erhielt die Bezeichnung B 1260. Die Einzellok hatte die Bezeichnung B 660 W.
Eine B 660 ist im Feldbahnmuseum Herrenleite museal erhalten.

## Konstruktive Merkmale

### Mechanik
Die Lokomotive besaß einen Außenrahmen, der die tragende Konstruktion darstellte. Der Führerstand war als Sänfte zwischen den beiden Akkutendern aufgehängt. Ausgeführt wurde sie mit einem geschweißten Rahmen. Als Feststellbremse verfügte sie über eine Handspindelbremse. Die Bremskraft wurde über Seilzug auf die Tender übertragen. Neben der normalen Kupplungsvariante konnte sie auch für die automatische Kupplung ausgerüstet werden. Hier betrug die Länge der Lok dann 5100 mm.

### Elektrik
Ausgeliefert wurde sie mit zwei verschiedenen Akkutypen, einmal mit einer Batteriespannung 78 V mit einer Kapazität von 2×280 Ah sowie einer Batteriespannung von 80 V und einer Kapazität vom 2×260 Ah. Angetrieben wurde jede der vier Achsen mit einem Tatzlagerfahrmotor. Die beiden Akkus sowie die beiden Gleichstromreihenschlussmotoren in einem Tender sind in Reihe geschaltet. Beim Anfahren werden die beiden Motorgruppen über Widerstände zunächst in Reihe und dann parallel geschaltet. Mit dem Nockenfahrschalter können die 8 Fahr- und 6 Bremsstufen ausgewählt werden.

## Varianten

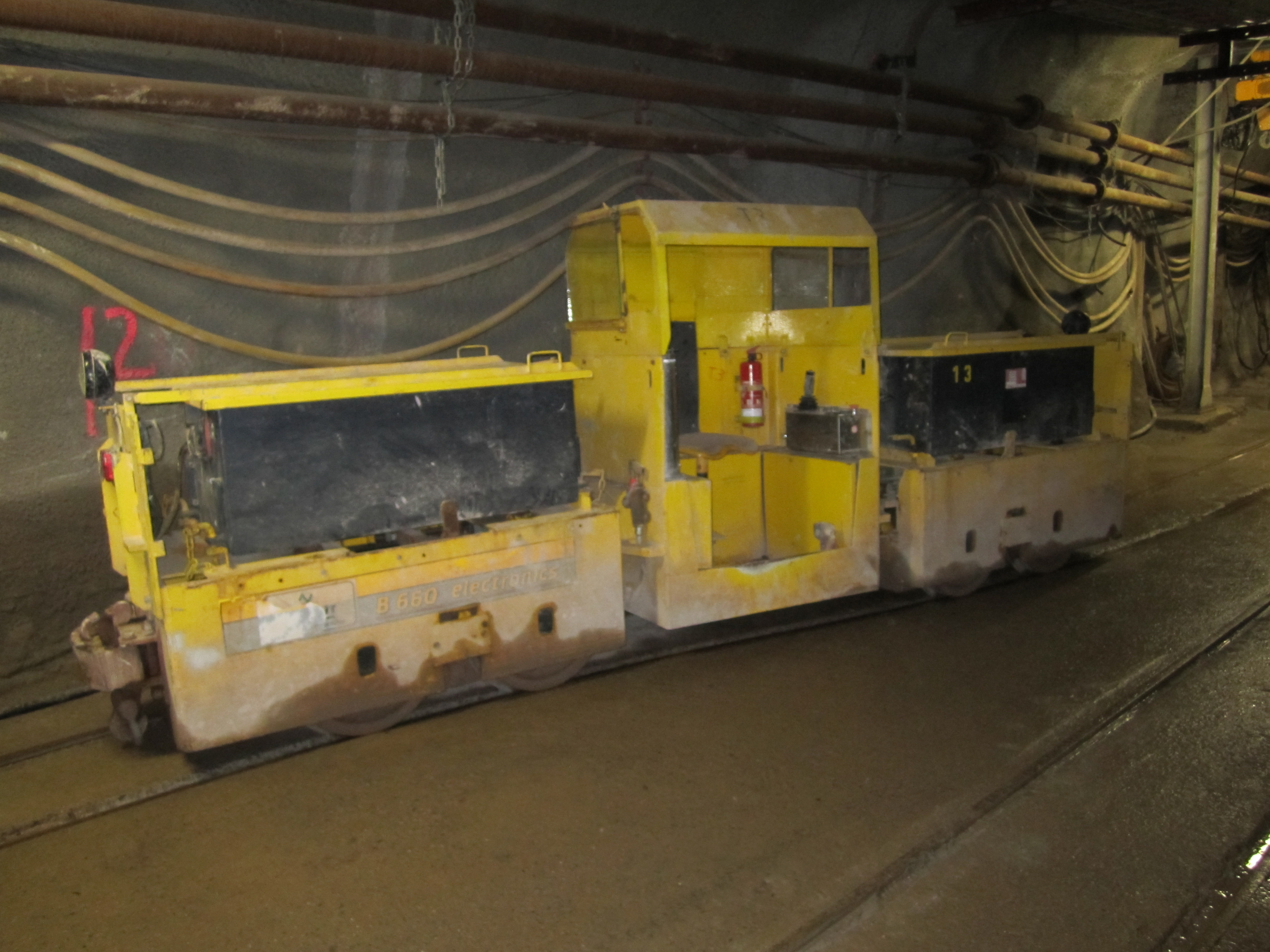
B 660 electronics

Im Zuge der Auffahrung des sogenannten Wismutstollns (eines Flügelortes des Tiefen Elbstollns vom Oppelschacht in Freital-Zauckerode zum Schacht 3 des Bergbaubetriebes „Willi Agatz“ der SDAG Wismut), der dauerhaft das Grubenfeld Gittersee entwässern soll, wurden 2006 wieder Akkuloks der Klasse B 360 und B 660 benötigt. Ein Neukauf bzw. Neuproduktion schied aus, die vorhandenen Maschinen waren, vor allem im Bereich der Fahrsteuerung zu verschlissen. Daher wurden mehrere B 360 und B 660 generalüberholt und auf Thyristorsteuerung mit Joystick umgestellt. Diese Loks erhielten die Zusatzbezeichnung electronics.